# Anguilla bengalensis bengalensis
Anguilla bengalensis bengalensis és una subespècie de peix migratori pertanyent a la família dels anguíl·lids. present al Pakistan, l'Índia, Sri Lanka, Bangladesh, Myanmar, el Nepal i les Índies Orientals.
Pot arribar a fer 120 cm de llargària màxima (normalment, en fa 80) i 6 kg de pes. Té el cos allargat, el cap cònic i aplanat dorsalment. Té entre 106-112 vèrtebres, 250-305 radis tous a l'aleta dorsal, 220-250 radis tous a l'aleta anal.
És un peix d'aigua dolça, salabrosa i marina; bentopelàgic; catàdrom i de clima tropical (23°N-33°S).
És molt apreciada com a aliment a causa del seu valor nutricional i tant les angules com els exemplars adults són exportats en grans quantitats. A més, la mucosa extreta d'individus vius es barreja amb farina d'arròs o de blat per a ésser emprada com a medicament per a guarir l'artritis.
La construcció de grans preses a Àfrica és una amenaça potencial a la migració i reproducció d'aquesta espècie.
És inofensiu per als humans.